# Ларо, Себастьен
Себастье́н Ларо́ (фр. Sébastien Lareau; род. 27 апреля 1973, Монреаль, Квебек) — бывший канадский профессиональный теннисист, олимпийский чемпион 2000 года в мужском парном разряде, победитель Открытого чемпионата США 1999 года в мужском парном разряде.

## Профессиональная карьера
С самого начала своей карьеры в теннисе Себастьен Ларо уделял особое внимание игре в паре. В 1990 году 17-летний Ларо и его соотечественник Себастьен Леблан стали первыми канадцами, выигравшими турнир Большого шлема: они победили на Открытом чемпионате Франции и на Уимблдонском турнире в парном юношеском разряде. На следующий год Ларо уже полностью сосредоточился на состязаниях взрослых профессионалов.
В октябре 1992 года в Ресифи (Бразилия) Ларо выигрывает свой первый турнир класса ATP Challenger в парном разряде (вместе с другим своим соотечественником Даниэлем Нестором), а спустя месяц в Галифаксе — свой первый турнир того же уровня в одиночном разряде. В дальнейшем Ларо выиграет ещё шесть «челленджеров» в одиночном разряде, но ни разу не сможет пробиться в финал турнира АТР более высокого ранга, несмотря на то, что в его активе отдельные победы над лидерами мирового тенниса тех лет, в том числе Густаво Куэртеном, Рихардом Крайчеком, Михаэлем Штихом и Алексом Корретхой.
Напротив, в парном разряде он 32 раза выходит в финал турниров и одерживает 17 побед, половину из них — со своим постоянным партнёром Алексом О’Брайеном (США). Наивысшим их успехом стала победа на Открытом чемпионате США 1999 года. В том же году они выигрывают чемпионат мира по версии АТР в парном разряде. В 1999 году Ларо достиг высшей для себя четвёртой позиции в рейтинге АТР среди игроков парного разряда. Ларо и О’Брайен также дважды играли в финале Открытого чемпионата Австралии и ещё раз — в финале чемпионата мира по версии АТР (в 1996 году).
Другим важнейшим успехом Ларо стало олимпийское «золото» Сиднея, где в финале он и Даниэль Нестор обыграли предыдущих олимпийских чемпионов, австралийцев Вудбриджа и Вудфорда. В целом сотрудничество с Нестором было для Ларо немногим менее удачным, чем с О’Брайеном: шесть финалов, из них пять побед.
Победа на Олимпиаде стала для Ларо последним значительным достижением в карьере. В 2001 году он не выиграл ни одного турнира АТР и фактически расстался с теннисом: попытка возвращения через год закончилась поражением в первом круге «челленджера» в Тулсе (США).
В течение всей карьеры Себастьен Ларо выступал за сборную Канады в Кубке Дэвиса. Он провёл за сборную 47 матчей: 17 побед и 16 поражений в одиночном разряде (лучший результат за историю команды), 11 побед и три поражения в парах.

## Участие в финалах турниров АТР в парном разряде (32)
| Легенда                           |
| Большой шлем (3)                  |
| Олимпийские игры (1)              |
| Кубок Мастерс (2)                 |
| ATP Masters (5)                   |
| ATP International Series Gold (9) |
| ATP Tour (12)                     |

### Победы (17)
| №   | Год         | Турнир                                              | Покрытие | Партнёр           | Соперники в финале                | Счёт в финале      |
| --- | ----------- | --------------------------------------------------- | -------- | ----------------- | --------------------------------- | ------------------ |
| 1.  | 24 апр 1995 | Открытый чемпионат Сеула, Южная Корея               | Хард     | Джефф Таранго     | Джошуа Игл Эндрю Флорент          | 6-3, 6-2           |
| 2.  | 16 окт 1995 | Salem Open, Пекин, КНР                              | Ковёр    | Томми Хо          | Фернон Вибиер Дик Норман          | 7-6, 7-6           |
| 3.  | 21 окт 1996 | Eurocard Open, Штутгарт, Германия                   | Ковёр    | Алекс О'Брайен    | Пауль Хаархус Якко Элтинг         | 3-6, 6-4, 6-3      |
| 4.  | 24 фев 1997 | Advanta Championships, Филадельфия, США             | Хард (i) | Алекс О’Брайен    | Патрик Гэлбрайт Эллис Феррейра    | 6-3, 6-3           |
| 5.  | 21 июл 1997 | Лос-Анджелес, США                                   | Хард     | Алекс О’Брайен    | Махеш Бхупати Рик Лич             | 7-6, 6-4           |
| 6.  | 13 апр 1998 | Открытый чемпионат Японии, Токио, Япония            | Хард     | Даниэль Нестор    | Оливье Делетр Стефано Пескосолидо | 6-4, 4-6, 6-4      |
| 7.  | 26 окт 1998 | Eurocard Open, Штутгарт (2)                         | Хард (i) | Алекс О’Брайен    | Махеш Бхупати Леандер Паес        | 6-3, 3-6, 7-5      |
| 8.  | 11 янв 1999 | Sydney International, Австралия                     | Хард     | Даниэль Нестор    | Патрик Гэлбрайт Пауль Хаархус     | 6-3, 6-4           |
| 9.  | 7 июн 1999  | Stella Artois Championships, Лондон, Великобритания | Трава    | Алекс О’Брайен    | Тодд Вудбридж Марк Вудфорд        | 6-3, 7-6           |
| 10. | 16 авг 1999 | Legg Mason Tennis Classic, Вашингтон, США           | Хард     | Джастин Гимелстоб | Дэвид Адамс Джон-Лафни де Ягер    | 7-5, 6-7, 6-3      |
| 11. | 30 авг 1999 | Открытый чемпионат США, Нью-Йорк                    | Хард     | Алекс О’Брайен    | Махеш Бхупати Леандер Паес        | 7-67, 6-4          |
| 12. | 4 окт 1999  | Открытый чемпионат Шанхая, КНР                      | Хард     | Даниэль Нестор    | Тодд Вудбридж Марк Вудфорд        | 7-5, 6-3           |
| 13. | 1 ноя 1999  | Paris Open, Франция                                 | Ковёр    | Алекс О’Брайен    | Джаред Палмер Пауль Хаархус       | 7-6, 7-5           |
| 14. | 15 ноя 1999 | Чемпионат мира АТР, Хартфорд, США                   | Ковёр    | Алекс О’Брайен    | Махеш Бхупати Леандер Паес        | 6-3, 6-2, 6-2      |
| 15. | 14 фев 2000 | Kroger St. Jude International, Мемфис, США          | Хард (i) | Джастин Гимелстоб | Джим Грэбб Ричи Ренеберг          | 6-2, 6-4           |
| 16. | 31 июл 2000 | du Maurier Open, Торонто, Канада                    | Хард     | Даниэль Нестор    | Джошуа Игл Эндрю Флорент          | 6-3, 7-6³          |
| 17. | 18 сен 2000 | Олимпийские игры, Сидней, Австралия                 | Хард     | Даниэль Нестор    | Тодд Вудбридж Марк Вудфорд        | 5-7, 6-3, 6-4, 7-6 |

### Поражения (15)
| Номер | Год         | Турнир                                                | Покрытие | Партнёр           | Соперники в финале              | Счёт в финале       |
| ----- | ----------- | ----------------------------------------------------- | -------- | ----------------- | ------------------------------- | ------------------- |
| 1.    | 4 апр 1994  | Открытый чемпионат Японии, Токио                      | Хард     | Патрик Макинрой   | Хенрик Хольм Андерс Яррид       | 7-6, 6-1            |
| 2.    | 18 апр 1994 | KAL Cup Korea Open, Сеул                              | Хард     | Кент Киннеар      | Стефан Симиан Кенни Торн        | 6-4, 3-6, 7-5       |
| 3.    | 7 ноя 1994  | Чемпионат Европейского сообщества, Антверпен, Бельгия | Ковёр    | Хендрик Ян Давидс | Ян Апелль Йонас Бьоркман        | 4-6, 6-1, 6-2       |
| 4.    | 15 янв 1996 | Открытый чемпионат Австралии, Мельбурн                | Хард     | Алекс О'Брайен    | Стефан Эдберг Петр Корда        | 7-5, 7-5, 4-6, 6-1  |
| 5.    | 10 июн 1996 | Stella Artois Championships, Лондон, Великобритания   | Трава    | Алекс О’Брайен    | Тодд Вудбридж Марк Вудфорд      | 6-3, 7-6            |
| 6.    | 11 ноя 1996 | Чемпионат мира АТР, Хартфорд, США                     | Ковёр    | Алекс О’Брайен    | Тодд Вудбридж Марк Вудфорд      | 6-4, 5-7, 6-2, 7-6³ |
| 7.    | 13 янв 1997 | Открытый чемпионат Австралии, Мельбурн (2)            | Хард     | Алекс О’Брайен    | Тодд Вудбридж Марк Вудфорд      | 4-6, 7-5, 7-5, 6-3  |
| 8.    | 28 июл 1997 | du Maurier Open, Монреаль, Канада                     | Хард     | Алекс О’Брайен    | Махеш Бхупати Леандер Паес      | 7-6, 6-3            |
| 9.    | 11 авг 1997 | Pilot Pen International, Нью-Хейвен, США              | Хард     | Алекс О’Брайен    | Махеш Бхупати Леандер Паес      | 6-4, 6-7, 6-2       |
| 10.   | 15 июн 1998 | Открытый чемпионат Ноттингема, Великобритания         | Трава    | Даниэль Нестор    | Джастин Гимелстоб Байрон Талбот | 7-5, 6-7, 6-4       |
| 11.   | 17 авг 1998 | Pilot Pen International, Нью-Хейвен (2)               | Хард     | Алекс О’Брайен    | Уэйн Артурс Питер Трамакки      | 7-6, 1-6, 6-3       |
| 12.   | 15 фев 1999 | Kroger St. Jude International, Мемфис, США            | Хард (i) | Алекс О’Брайен    | Тодд Вудбридж Марк Вудфорд      | 6-3, 6-4            |
| 13.   | 28 фев 2000 | Копенгаген, Дания                                     | Ковёр    | Йонас Бьоркман    | Мартин Дамм Давид Приносил      | 6-1, 5-7, 7-5       |
| 14.   | 1 мая 2000  | Чемпионат США на грунтовых кортах, Орландо            | Грунт    | Джастин Гимелстоб | Леандер Паес Ян Симеринк        | 6-3, 6-4            |
| 15.   | 13 авг 2001 | RCA Championships, Индианаполис, США                  | Хард     | Махеш Бхупати     | Марк Ноулз Брайан МакФи         | 7-6, 5-7, 6-4       |